# Cynanchum carnosum
Cynanchum carnosum là một loài thực vật có hoa trong họ La bố ma. Loài này được (R. Br.) Domin mô tả khoa học đầu tiên năm 1928.